# Ranavírus

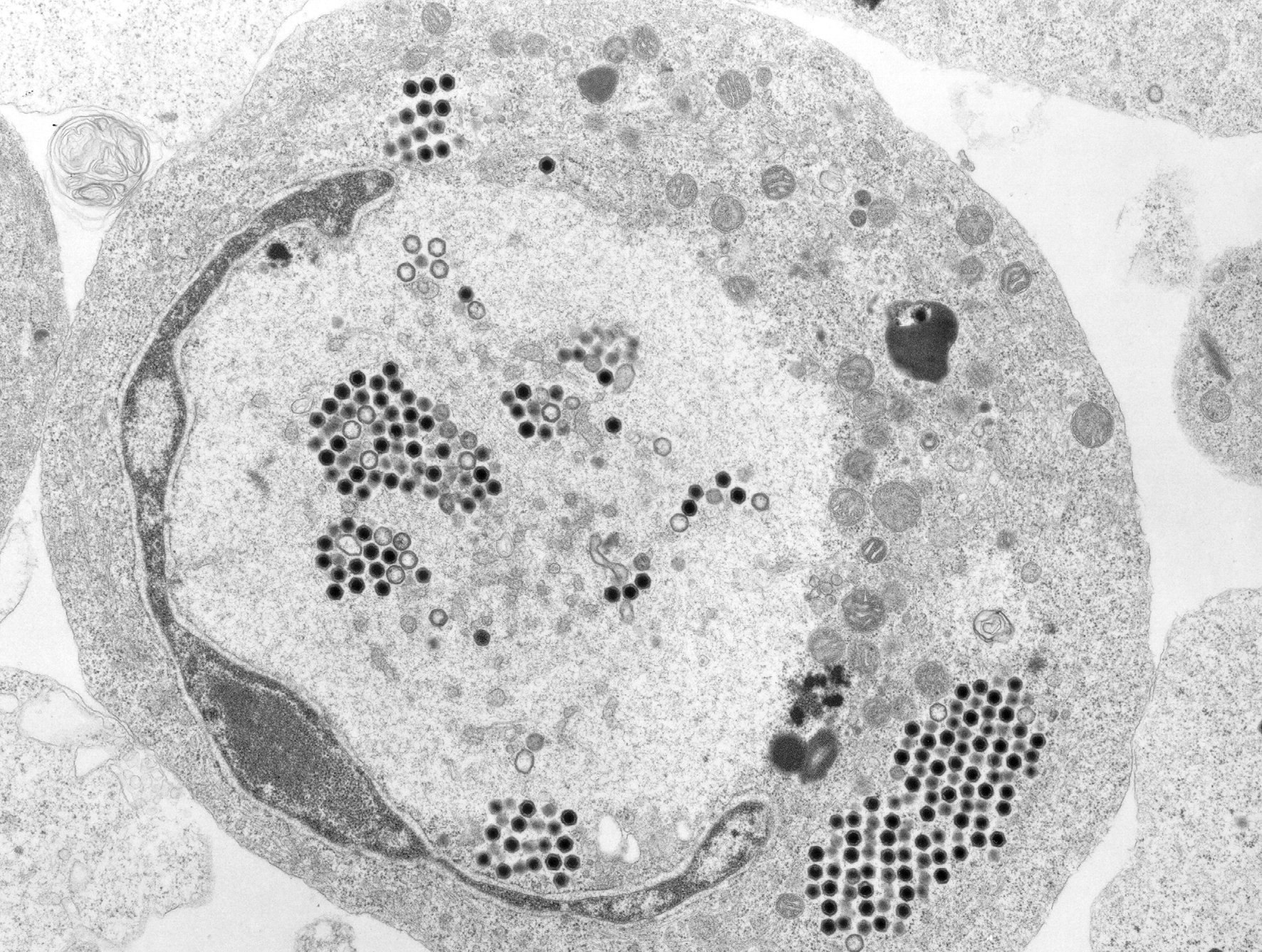
Elektronmikroszkópos felvétel egy sejtben felgyűlt ranavírusokról (sötét hexagonok).

A Ranavírus az Iridoviridae családba tartozó vírusok egy nemzetsége. Ebbe a családba 5 másik nemzetség tartozik még, de csak a Ranavírus nemzetségbe tartozók között találhatóak olyan vírusok, melyek kétéltűeket és hüllőket fertőznek. A Lymphocystivírus és a Megalocytivírus nemzetségek mellett a Ranavírus alkotja a harmadik nemzetséget az Iridoviridae családban, mely csontos halakat is fertőz. Az Iridoviridae család egyike a nukleocitoplazmatikus nagyméretű DNS vírusoknak.

## Ökológiai hatás
A Ranavírus a Megalocytivírushoz hasonlóan a dsDNS vírusok egy újonnan felbukkant, közeli rokon fajokból álló csoportját alkotja, melyek mind édes-, mind sósvízi, vadon élő és tenyésztett halakban okoznak szisztémás fertőzést. Csakúgy, mint a Megalocytivírus-kitörések, a Ranavírus-járványok is komoly ökológiai jelentőséggel bírnak az akvakultúrában, mivel mérsékelt halveszteséggel, de akár a tenyésztett halak tömeges pusztulásával is járhatnak. Azonban a Megalocytivírus nemzetséggel ellentétben a kétéltűek körében előforduló Ranavírus-fertőzéseket a kétéltű-populációk világszintű csökkenésének egyik okaként tartják számon. A ranavírusok kétéltű-populációkra gyakorolt hatása a kitridiomikózist okozó Batrachochytrium dendrobatidis kitrid gombáéhoz mérhető. A járványok gyakoriságának növekedését a feltételezések szerint a klímaváltozás okozhatja.

## Etimológia
A Rana tag a béka latin megfelelője, amely arra utal, hogy Ranavírust először a Lithobates pipiens békafajból izolálták az 1960-as években.

## Evolúció
A jelek szerint a Ranavírusok egy halakat fertőző vírusból fejlődtek ki, ami később képessé vált kétéltűeket és hüllőket is fertőzni.

## Gazdaszervezetek
Farkatlan kétéltűek
- Lithobates sylvaticus
- Amerikai ökörbéka (Lithobates catesbieanus)

Farkos kétéltűek
Hüllők
- Smaragdzöld piton (Chondropython viridis)[14]
- Burmai csillagteknős (Geochelone platynota)
- Leopárdteknős (Geochelone pardalis)[15]
- Georgiai üregteknős (Gopherus polyphemus)
- Karolinai dobozteknős (Terrapene carolina carolina)[16]
- Floridai dobozteknős (Terrapene carolina bauri)
- Díszes dobozteknős (Terrapene ornata)[17]
- Mór teknős (Testudo graeca)[18]
- Görög teknős (Testudo hermanni)
- Egyiptomi teknős (Testudo kleinmanni)
- Kirgiz teknős (Testudo horsfieldii)
- Szegélyes teknős (Testudo marginata)
- Vörösfülű ékszerteknős (Trachemys scripta elegans)[17]
- Aligátorteknős (Chelydra serpentina)[19]
- Kínai lágyhéjú teknős (Pelodiscus sinensis)[20]
- Közönséges laposfarkúgekkó (Uroplatus fimbriatus)[21]
- Ibériai hegyigyík (Lacerta monticola)[22]
- Közönséges sövényleguán (Sceloporus undulatus)[23]

## Rendszertani besorolás
Csoport: dsDNS vírusok
Rend: Pimascovirales
Az Iridoviridae családba hat nemzetség tartozik: Chloriridovírus, Decapodiridovírus, Iridovírus, Lymphocystivírus, Megalocytivírus és Ranavírus. A Ranavírusok közé hat ismert vírusfaj tartozik, melyek közül 3 fertőz bizonyítottan kétéltűeket: Ambystoma tigrinum virus (ATV), Bohle iridovirus (BIV) és frog virus 3 (FV3).

## Szerkezet
A ranavírusok nagyméretű, körülbelül 150 nm átmérőjű ikozaéderes vírusok. Genomjukat körülbelül 150 kilobázispárnyi duplaszálú DNS (dsDNS) alkotja, mely nagyjából 100 génterméket kódol. A vírus fehérjeburkának fő strukturális alkotója az úgynevezett MCP (major capsid protein).

## Replikáció
A nemzetség típusfaja, a frog virus 3 (FV3) jól kutatott, ezért széleskörű ismeretekkel rendelkezünk a Ranavírusok replikációjával kapcsolatban. Az FV3 8 és 32 °C között képes szaporodni. A Ranavírusok receptor-mediált endocitózissal jutnak be a gazdasejtekbe. A vírusrészecskék ezután elvesztik burkukat és a sejtmagba vándorolnak, ahol a virális eredetű DNS-polimeráz segítségével megindul a virális DNS szintézise. A virális DNS ezután elhagyja a sejtmagot, majd a citoplazmában megkezdődik a DNS-replikáció második szakasza, melynek végére úgynevezett konkatemerek képződnek, mely sok kópiában tartalmazzák a vírus DNS-ét. A virális DNS ezután becsomagolódik és ezáltal fertőzőképes virionokká válik. A ranavírus-genom a többi iridovirális genomhoz hasonlóan cirkuláris szerveződésű és terminálisan redundáns.

## Transzmisszió
A feltételezések szerint a Ranavírusok többféle módon is terjedhetnek, például fertőzött talajjal, direkt érintkezéssel, cseppfertőzéssel és a fertőzött szövetek elfogyasztásával ragadozás, dögevés vagy kannibalizmus útján. Ezek a vírusok viszonylag stabilak vízi környezetekben, ahol akár több hétig is életképesek maradnak a gazdaszervezeten kívül.

## Epidemiológia
Ázsiából, Európából, Észak-Amerikából és Dél-Amerikából is ismertek Ranavírusokhoz köthető nagymértékű kétéltű-pusztulások. Ausztráliában is izoláltak Ranavírusokat kétéltűek vadon élő populációiból, de ezen a kontinensen nem köthetőek hozzájuk súlyos pusztulások.

## Patogenezis
A virális fehérjék szintézise a sejtbe jutás utáni néhány órán belül elkezdődik, aminek következtében a fertőződés után néhány órával már nekrózis és apoptózis figyelhető meg a fertőzött sejteknél.

## Makroszkópos patológia
A Ranavírus-fertőzéssel járó főbb károsodások magukba foglalják a bőrpírt, általános duzzadtságot, vérzéseket, a lábak megdagadását, illetve a máj duzzadtságát és morzsalékonyságát.

## Lásd még
- https://en.wikipedia.org/wiki/Decline_in_amphibian_populations (Kétéltűpopulációk csökkenése)

- https://en.wikipedia.org/wiki/Iridoviridae (Iridoviridae család)